# Estezjometr

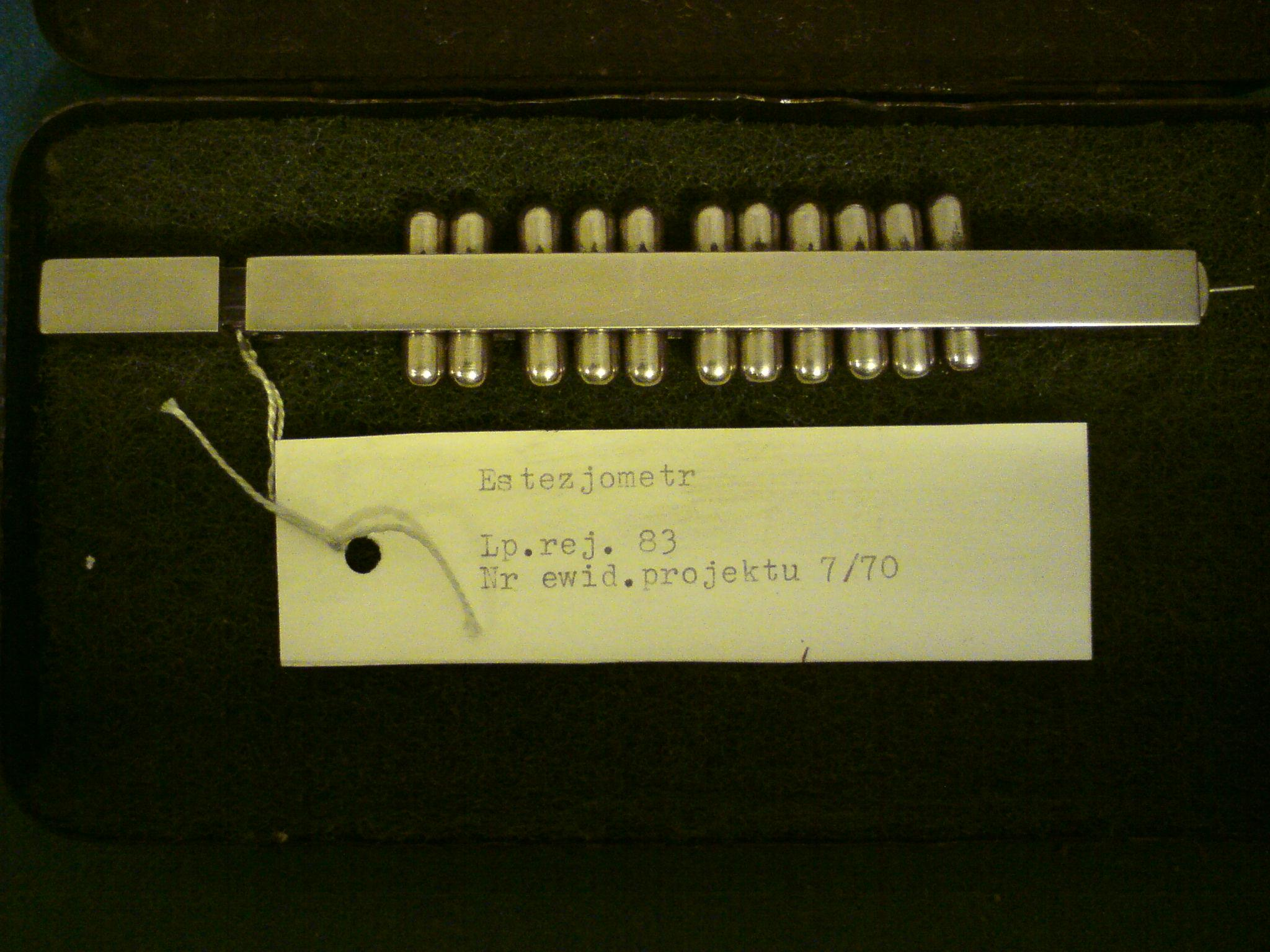
Estezjometr ze zbiorów biblioteki Uniwersytetu Medycznego we Wrocławiu

Estezjometr (gr. aísthesis „odczuwanie zmysłami” + metreín „mierzyć”) − przyrząd do badania wrażliwości skóry na bodźce mechaniczne (dotknięcie).